# Krone (Unternehmen)
Die Krone GmbH war eine Supermarktkette und 100%ige Tochtergesellschaft der Kathreiner AG in Poing bei München. Sie wurde ca. 1975 gegründet und wurde durch die Insolvenz der AG 1998 aufgelöst. Die Löschung aus dem Handelsregister erfolgte am 2. Januar 2012.

## Geschichte
Die Geschichte der Krone Supermärkte bzw. SB-Warenhäuser geht aus der Entwicklung der Kathreiner AG hervor. Die Kathreiner AG mit Sitz in Poing bei München konzentrierte sich nach dem Verkauf der Kaffee- und Lebensmittelherstellung vermehrt auf den Großhandel. Dazu wurden Mitte der 1970er Jahre einige neue Vertriebslinien geschaffen, unter anderem die Krone GmbH. Innerhalb kurzer Zeit entstanden so neue Supermärkte und SB-Warenhäuser unter dem Namen Krone bzw. Krone-Center. Diese vor allem im süddeutschen Raum. Neben den Supermärkten wurden auch Baumärkte unter dem Namen Krone-Baumarkt eröffnet. So entstanden in manchen Städten wie Waldkraiburg oder Burghausen ganze Einkaufszentren unter der Krone GmbH. Krone-Center wurden auch häufig in Einkaufszentren als Ankermieter eröffnet, so im pep-Einkaufszentrum in München oder in der Donau-Passage in Passau.

### Neue Bundesländer
1990 begann die Expansion in die neuen Bundesländer. Für die Expansion wurde eigens eine neue Gesellschaft, die Kathreiner Vertriebsgesellschaft Ost mbH, gegründet. Die Kathreiner AG versuchte in den neuen Bundesländern besonders stark vertreten zu sein. So wurden zu Spitzenzeiten zum Teil zwei neue Märkte pro Woche eröffnet. Meist wurden wie schon zuvor die neuen Märkte auf der "grünen Wiese" errichtet, also außerhalb der Stadtzentren am Stadtrand, um genug Platz für große Neubauten zur Verfügung zu haben. Die Kathreiner AG wollte somit der Konkurrenz einen Schritt voraus sein. In den ersten Jahren schien das Konzept zu funktionieren. Die "Neuen Märkte" verschafften der Krone GmbH und auch der Kathreiner AG ein Umsatzplus von über 11 % und einen Umsatz von über 2 Mrd. DM im Geschäftsjahr 1993/94.

### Umsatzeinbrüche
Doch nur ein Jahr später fielen die Umsätze deutlich zurück. Die Konkurrenz schlief nicht und machte der Krone GmbH mächtig Druck. Kunden blieben teilweise schon wenige Wochen nach der Eröffnung wieder aus. Die Preise mussten drastisch gesenkt werden, während die Miet- und Grundstückspreise weiter stiegen. Schon im Jahr 1995 wurde ein Umsatzrückgang gemeldet. Die Kosten der Märkte konnte durch den immer schlechter werdenden Umsatz nicht mehr gedeckt werden.
1996 begannen erste Sondierungsgespräche. Der Aufsichtsrat hat versucht, die vor allem im Osten umsatzschwachen Märkte zu verkaufen. Etwa 30 Märkte konnte man an Mitbewerber wie die Schwarz-Gruppe, Spar Handelsgesellschaft oder Tengelmann-Gruppe veräußern. Noch im gleichen Jahr wurde der komplette Großhandel an die Spar Handelsgesellschaft für 100 Mio. DM verkauft. Erste Gerüchte über einen Verkauf aller Vertriebsgesellschaften machten die Runde. In den weiteren Monaten wurde versucht, weiter verlustreiche Märkte an Interessenten zu verkaufen. Doch dies scheiterte mangels Interesse Anfang 1997. Nun versuchte man in der Kathreiner AG einige Vertriebslinien komplett zu veräußern. So konnte man fast 36 Krone-Supermärkte an die Spar Handelsgesellschaft verkaufen. Doch auch die restlichen 63 Verbrauchermärkte mussten verkauft werden. Doch auch dieser Verkauf verzögerte sich und brachte dem Unternehmen weitere Roten Zahlen. So wurde im Geschäftsjahr 1996/97 ein Verlust von über 100 Mio. DM erwirtschaftet.

### Insolvenz

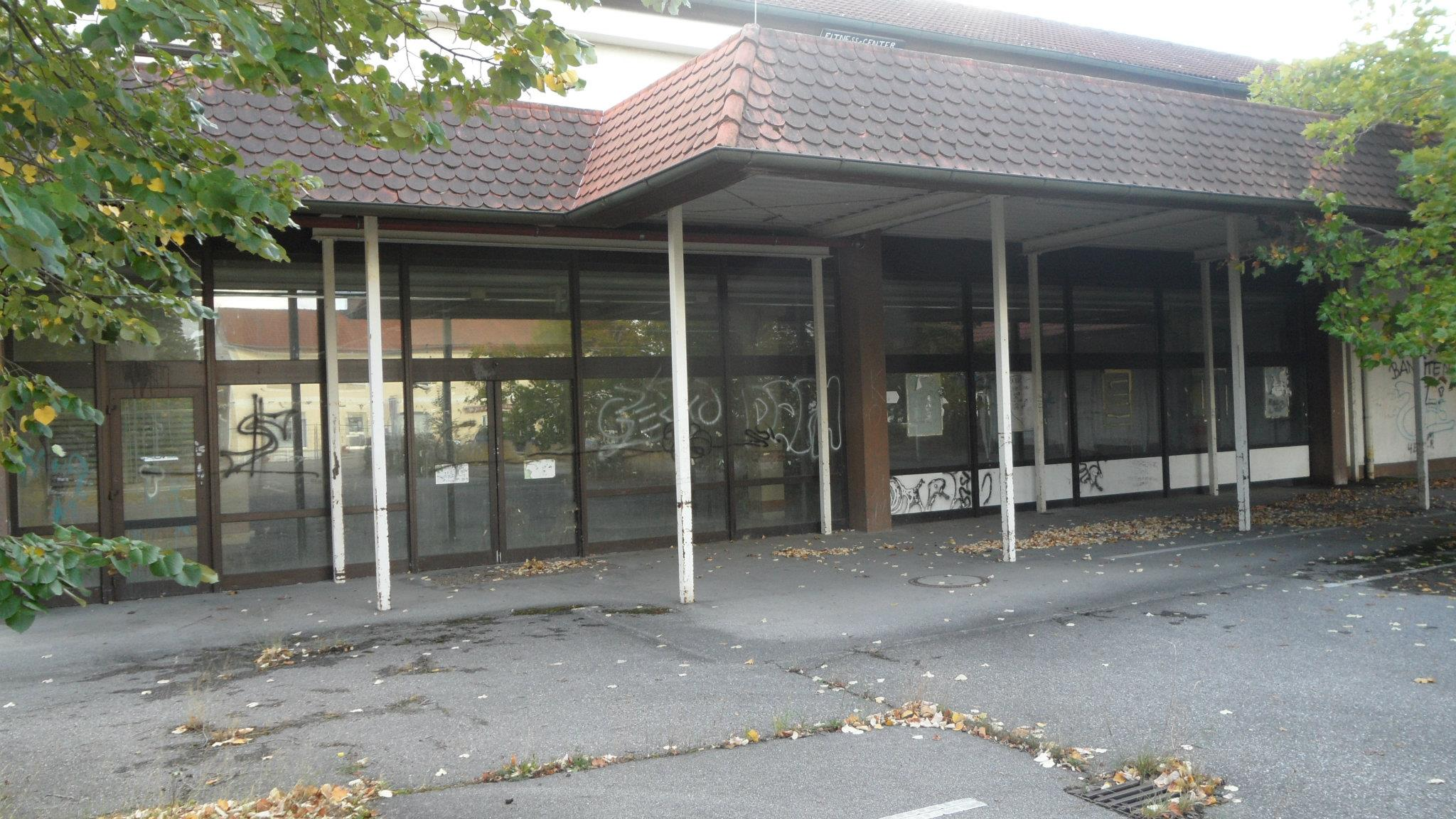
Ehemaliger Krone-Supermarkt in Garching an der Alz. (Bereits abgerissen)

Dies hatte zur Folge, dass im Dezember 1997 ein Insolvenzverfahren beantragt werden musste. Als Insolvenzverwalter entschied man sich für den Münchner Rechtsanwalt Eckhart Müller-Heydenreich. Durch sein Mithilfe gelang es zumindest noch 28 der restlichen Verbrauchermärkte zu verkaufen, bevor nur einen Monat später, am 1. März 1998, das Insolvenzverfahren am Münchner Amtsgericht eröffnet wurde. Während des Verfahrens konnte man die ebenfalls zu 100 % der Kathreiner AG angehörige CADI Vertriebsgesellschaft mbH an eine ausländische Investitionsgesellschaft verkaufen und so allen 603 Mitarbeiter ihren Arbeitsplatz sichern. Am 14. März 1998 wurde bekannt, dass die BayWa AG die zwei Krone Bau- und Gartenmärkte in Poing bei München und Burghausen kaufen wird. Der Kaufpreis für beide Märkte ist nicht bekannt. Einige wenige Verbrauchermärkte konnten noch verkauft werden, so z. B. an Tengelmann, vor allem im südlichen Raum, bevor die Kathreiner AG und damit auch die Krone GmbH Ende 1998 komplett aufgelöst wurden. Alle restlichen nicht veräußerten Märkte mussten Mitte des Jahres 1998 ohne Nachfolger geschlossen werden. Von den zu Beginn des Insolvenzverfahrens ca. 3100 Mitarbeiter, konnten etwa 2600 Mitarbeiter durch Veräußerungen danach weiter beschäftigt werden.
Am 30. Juli 1997 wurde die Löschung der H.L. Krone GmbH beim Handelsregister vom Amtsgericht München beantragt. Am 2. Januar 2012 trat die Löschung in Kraft. Das Unternehmen ist somit nicht mehr handlungs- und geschäftsfähig.